# Maidoszok
Maidoszok (latinul: maedi) ókori trák nép. Trákiában a Sztrümon nyugati partján és a Szkomiosz déli lejtőjén éltek. Gyakran indítottak rablóhadjáratokat a szomszédos Makedónia ellen, mígnem a makedónok legyőzték őket, és területüket az országukba olvasztották. Thuküdidész, Sztrabón és Livius is említi őket.